# Fernanda Görtz
Fernanda Görtz (Rio de Janeiro, 1984) é uma militar brasileira. Com a patente de Capitão aviadora da Força Aérea Brasileira (FAB), primeira mulher a realizar um voo solo em uma aeronave militar das Forças Armadas do Brasil. 
Formada oficial, foi líder de Esquadrilha de Caça no 3º/3º Grupo de Aviação, sediado na Base Aérea de Campo Grande e atualmente executa o trabalho de piloto inspetora no Grupo Especial de inspeção em Voo (GEIV).
O dia 26 de março de 2004 foi histórico para a Força Aérea Brasileira e para as mulheres do Brasil. Às 11h de uma sexta-feira, realizaram voos solos dois integrantes do 2º Esquadrão do Corpo de Cadetes da Academia da Força Aérea (AFA), denominado Esquadrão Therion. Um deles foi o do cadete Ydehara, primeiro colocado da turma, e o outro foi o da cadete Fernanda Görtz, a primeira mulher brasileira a voar sozinha em uma aeronave militar da FAB, o T-25 Universal.
Logo após o pouso, para surpresa da cadete Fernanda, os controladores de tráfego aéreo lhe transmitiram a seguinte mensagem: “Cadete Fernanda Görtz, Léo uno/dois - Em nome dos Controladores de Voo da Academia da Força Aérea, parabenizo a primeira cadete a voar solo em aeronave militar de instrução desta Academia, fato histórico na Força Aérea Brasileira e marco destinado às páginas gloriosas de sua carreira. Sucessos Léo uno/dois”.
Ao estacionar o avião, a Cadete foi inicialmente recepcionada pelo Comandante da AFA, o Brig-do-Ar Marco Aurélio Gonçalves Mendes, e por todo o Corpo de Cadetes. Após cumprimentar os presentes, cumpriu as tradições inerentes ao primeiro passo na carreira de piloto militar: o banho comemorativo ao voo solo. Em seguida ficou à disposição da imprensa para divulgar a inédita e histórica experiência. A façanha foi divulgada em cadeia nacional circulando inclusive em veículos televisivos como o telejornal "Fantástico", na época a comando de Glória Maria.